# Hachimitsu to Clover
Hachimitsu to Clover (ハチミツとクローバー, Hachimitsu to Kuroubaa,  of Honey and Clover) is een joseimanga van Chica Umino. De eerste 14 hoofdstukken van de manga zijn verschenen in CUTiEcomic van juni 2000 tot juli 2001 en later ging het verder in Young YOU. Na de stopzetting van Young YOU verhuisde de reeks naar Chorus. In 2003 won Chica Umino de 27ste Kodansha Manga Prijs.
Hachimitsu to Clover is omgezet naar twee animeseries, een van 26 afleveringen en een van 12 afleveringen, beiden door J.C. Staff.
Alhoewel maar 24 afleveringen van het eerste animeseizoen een tv-uitzending hebben gekregen, heeft de reeks te beschikken over nog twee extra afleveringen. Deze laatste twee, genaamd Chapter L en Chapter F, zijn respectievelijk te vinden op dvd's volume 5 (december 2005) en 6 (maart 2006).
Beginnende april 2005 werd de anime op Fuji TV uitgezonden als de eerste reeks in hun programmablok Noitamina (ノイタミナ, (het Engelse Animation omgekeerd gespeld)).
Op 27 maart 2006 kondigde Shueisha het tweede seizoen van Hachimitsu to Clover aan, Honey and Clover II, welke in de zomer van 2006 van start ging samen met de live-action film.
In januari 2008 werd ook een Japanse dramareeks van de serie uitgezonden op Fuji TV. De reeks had 11 afleveringen. Een Taiwanese dramareeks werd uitgezonden op Chinese Television System van mei 2008 tot augustus 2008.

## Verhaal
Yūta Takemoto, Takumi Mayama en Shinobu Morita zijn drie jongvolwassenen die in hetzelfde appartement wonen. Meer nog, ze zijn alle drie studenten aan een kunstacademie en hoewel ze vrij arm zijn, neemt dat niet weg dat ze het beste van hun leven maken.
Op een bepaald moment neemt Shūji Hanamoto, een van de professoren aan de academie, zijn nicht, Hagumi Hanamoto, onder zijn hoede om haar daar ook te laten studeren. Wanneer ze geïntroduceerd wordt, vallen Takemoto en Morita meteen voor haar. De excentrieke Morita toont zijn liefde voor Hagu op manieren die haar enorm afschrikken, terwijl Takemoto zijn gevoelens maskeert en een goede vriend poogt te zijn. Hagu zelf, die timide overkomt, went langzamerhand aan het vreemde groepje.
Het tweede vrouwelijke lid van de vriendenkring is Ayumi Yamada. Zij is ontzettend bedreven in het pottenbakken en is alom bekend als 'Tetsujin': de IJzeren Dame. Wanneer ze niet school loopt of met haar vrienden omgaat, steekt ze een handje toe in haar families drankwinkel. Alhoewel ze heel wat populariteit geniet van de jongemannen in haar winkeldistrict, is ze tot haar oren verliefd op Mayama.
Haar liefde is echter eenzijdig; Mayama heeft gevoelens voor Rika Harada: een ietwat oudere vrouw die haar eigen studio runt. Vroeger deed zij dit samen met haar echtgenoot totdat hij overleed. Rika, haar echtgenoot en Shūji waren ooit zeer hechte vrienden.
Mayama kapt als Rikas assistent voor een tijdje en vindt een baan bij Fujiwara Design, terwijl Morita en Yamada gegradueerden worden.
Het verhaal volgt deze vijf personages in hun driehoeksverhoudingen, niet-wederzijdse liefdes, afstuderen, zoeken naar werk en zichzelf beter leren kennen.

## Hoofdpersonages
- Yūta Takemoto (竹本 祐太, Takemoto Yūta) is een student van negentien (bij de aanvang van de serie), die in zijn tweede jaar zit. Hij woont in hetzelfde appartementencomplex als Mayama en Morita. Takemoto is het hoofdpersonage van de serie, vanuit wiens perspectief de lezer of kijker het verhaal ziet. Hij treedt ook vaak op als verteller in de anime-afleveringen. Hij wordt onmiddellijk verliefd op Hagu, maar houdt zijn gevoelens tijdens het grootste deel van de serie voor zich. Daardoor probeert hij zich te gedragen als een soort broer voor Haru en haar te helpen wanneer nodig. Door zijn tegenstrijdige gevoelens voor haar krijgt hij later te maken met een maagzweer, waardoor hij een jaar moet overdoen. In het begin van de serie twijfelt hij aan zichzelf als artiest, maar later gaat dit beter. Na een fietstocht naar Kaap Sōya, krijgt hij de moed om Haru zijn gevoelens te vertellen. Doch ze zijn gevoelens niet kan aanvaarden, is Takemote van mening dat gewoon tijd doorbrengen met haar een invloed op hem gehad heeft.  Hij wordt gespeeld door Hiroshi Kamiya (anime, Japans), Kenji Nojima (laatste aflevering tv-reeks), Yuri Lowenthal (anime, Engels), Shō Sakurai (film) en Toma Ikuta (Japanse dramareeks).
- Hagumi Hanamoto (花本 はぐみ, Hanamoto Hagumi), Hagu voor de vrienden, is een achttienjarige eerstejaarstudente aan het begin van de serie. Ze ziet en gedraagt zich jonger dan dat ze is. Niettegenstaande haar voorkomen is ze een getalenteerde artieste, en wordt haar werk hoog gewaardeerd door professionelen en critici. Ze is verlegen en nerveus als ze in contact komt met mensen, tot het punt dat ze fysiek ziek wordt door de stress. Dit zorgt ervoor dat haar medestudenten haar raar vinden. Ze werd opgevoed door haar grootmoeder in een beschermde omgeving, waar ze leerde tekenen door het steeds veranderende uitzicht vanuit haar veranda te tekenen. Wanneer Morita en Takemota haar voor het eerst ontmoeten, is het voor beiden liefde op het eerste gezicht, al geven ze beide een andere uiting aan hun gevoelens. Hagu is voor het grootste deel van de serie niet op de hoogte van hun gevoelens voor haar, waardoor Hagu ze als vrienden beschouwt. Nadat Takemoto's liefdesverklaring begint ze hem te vermijden. Op het einde van de reeks heeft ze zelf gevoelens voor Morita.  Ze wordt gespeeld door Haruka Kudō (anime, Japans), Heather Halley (anime, Engels), Yū Aoi (film) en Riko Narumi (Japanse dramareeks).
- Shinobu Morita (森田 忍, Morita Shinobu) is bij aanvang van de serie een vierentwintigjarige student in zijn zesde jaar, die in hetzelfde appartementencomplex als Takemoto en Mayama woont. Hij wordt voorgesteld als een eeuwige student, die maar niet afstudeert wegens spijbelen. Dit komt vooral door zijn werk, dat ervoor zorgt dat hij dagenlang verdwijnt en bij zijn terugkeer 48 uur aan een stuk slaapt. Zijn medestudenten beschouwen hem als een mysterie, mede door zijn gedrag, zoals het maken een versie van Twister met te veel kleuren. Morita wordt gezien als iemand die wel om zijn vrienden, Takemoto en Mayama, geeft maar zich vaak tactloos uitdrukt en niet vrijgevig is met zijn geld of eten. Hij uit zijn gevoelens voor Haru ook op onorthodoxe wijzen, zoals ze forceren zich te verkleden als een muis, omdat hij schattige dingen leuk vindt. Later vertrekt hij voor een jaar naar de Verenigde Staten. Zijn vrienden leren later dat hij in het geniep een bijverdienste heeft als prijswinnende CGI-artiest. Hij wordt gespeeld door Yūji Ueda (anime, Japans), Sam Riegel (anime, Engels), Yūsuke Iseya (film) en Hiroki Narimiya (Japanese dramareeks).
- Takumi Mayama (真山 巧, Mayama Takumi) is een student in zijn vierde jaar, 22 jaar oud. Hij woont in hetzelfde appartementencomplex las Morita en Takemoto. Hij gedraagt zich als een senpai naar Takemoto en doet pogingen om Morita wakker te krijgen om naar de les te gaan. In het begin van de serie helpt hij Rika Harada met verschillende taken in haar designstudio, Harada Design. Hierbij wordt hij verliefd op Rika. In het begin is het niet duidelijk of hij misbruikt maakt van haar beperkingen, maar nadien wordt duidelijk dat zij ook gevoelens voor hem heeft. Op haar aandrang gaat Mayama werken bij een ander designbedrijf, maar naar het einde van de serie wordt dit bedrijf opgedoekt, waardoor hij terug bij Rika komt werken. Ondanks dat Yamada zeer duidelijk haar gevoelens voor Mayama toont, beschouwt hij haar slechts als een goede vriend. Hij probeert haar wel te beschermen als een van zijn collega's met een reputatie als player Yamada probeert te versieren.  Hij wordt gespeeld door Tomokazu Sugita (anime, Japans), Cam Clarke (anime, Engels), Ryō Kase (film) en Osamu Mukai (Japanse dramareeks).
- Ayumi Yamada (山田 あゆみ, Yamada Ayumi) is een studente in haar derde jaar, die net 21 wordt bij aanvang van de serie. Ze specialiseert zich in pottenbakken, waarvoor ze enige bekendheid geniet. Haar medestudenten noemen haar Tetsujin (IJzeren Dame), omdat ze elke ochtend 6 km naar school loopt om haar hond te helpen met zijn dieet. Ze wordt afgebeeld als een mooie jonge vrouw, wier schoonheid haar mannelijke vrienden en collages niet ontgaat. Yamada is zwaar verliefd op Mayama, maar het is eenzijdig: Mayama moedigt haar aan om iemand anders te zoeken. Later wordt ze kwaad op Mayama wegens zijn plotse poging haar te beschermen tegen zijn oude baas, Nomiya. Yamada is goede vrienden met Hagu, die ze aanspreekt met haar voornaam. Op het einde van de serie studeert ze af en doet ze pottenbakken voor Harada Design.

## Manga
De eerste 14 hoofdstukken van de manga zijn verschenen in het joseimagazine CUTiEcomic, van juni 2000 tot juli 2001, waarna de serie verhuisde naar Young YOU. Na de stopzetting van Young YOU verhuisde de reeks naar Chorus in 2005. Daar werden de overige hoofdstukken gepubliceerd tot juli 2006. De 64 hoofdstukken werden gebundeld in 10 volumes. In 2007 werden de tien volumes samen verkocht in een boxset.
In Noord-Amerika heeft Viz Media een licentie op de serie, die ze publiceerde in Shojo Beat, vanaf augustus 2007. In Frankrijk heeft Kana de licentie en in Duitsland heeft Tokyopop ze.
In de tabel hieronder staan de Japanse uitgaven van de volumes. Deze volumes bevatten naast de hoofdstukken nog extra's.
| Nr. | Uitgavedatum Japan | ISBN          | Hoofdstukken |
| --- | ------------------ | ------------- | ------------ |
| 1   | 19 augustus 2002   | 4-08-865079-4 | 1 – 9        |
| 2   | 19 augustus 2002   | 4-08-865080-8 | 10 – 15      |
| 3   | 17 januari 2003    | 4-08-865107-3 | 16 – 21      |
| 4   | 19 februari 2003   | 4-08-865111-1 | 22 – 28      |
| 5   | 19 augustus 2003   | 4-08-865139-1 | 29 – 34      |
| 6   | 19 mei 2004        | 4-08-865203-7 | 35 – 40      |
| 7   | 18 maart 2005      | 4-08-865273-8 | 41 – 46      |
| 8   | 19 juli 2005       | 4-08-865297-5 | 47 – 53      |
| 9   | 14 juli 2006       | 4-08-865352-1 | 53 – 60      |
| 10  | 8 september 2006   | 4-08-865358-0 | 60 – 64      |